# Madrid (Alabama)
Madrid es un pueblo del condado de Houston, en el Estado de Alabama, Estados Unidos. Toma su nombre de la ciudad de Madrid, capital de España. Pertenece al área metropolitana de Dotham. Según el censo del año 2000, la población total de la localidad es de 303 habitantes.

## Geografía
Las coordenadas de Madrid son las siguientes: 31°2′6″N, 85°23′50″W 
Según la Oficina del Censo de EE. UU., el área total de la localidad es de 5 km².

## Demografía
Según el censo de 2003, la población tiene un total de 303 habitantes, de los que un 29,4% tiene menos de 18 años, un 6,6% entre 18 y 24 años, un 33% entre 24 y 44 años, un 19,1% entre 44 y 64 años, y un 11,9% tiene más de 64 años. La edad media de la localidad es de 34 años. 